# Puccinia microsora
Puccinia microsora är en svampart som beskrevs av Körn. 1874. Puccinia microsora ingår i släktet Puccinia och familjen Pucciniaceae.   Inga underarter finns listade i Catalogue of Life.